# David Johansen
David Roger Johansen, född 9 januari 1950 på Staten Island i New York, död 28 februari 2025 i New York, var en amerikansk sångare, munspelare, låtskrivare och skådespelare, baserad i New York. Johansen blev känd som frontfigur för glamrock/protopunkgruppen The New York Dolls i mitten av 1970-talet och upplevde kommersiell framgång som soloartist, speciellt under pseudonymen Buster Poindexter på 1980-talet. Han har också spelat in två skivor med amerikansk folkmusik. David Johansen beskrivs ofta som en kameleont, som problemfritt kunnat röra sig mellan klassisk rock, punk, soul, blues, latino-musik, pop och folkmusik. Hans mest kända sololåtar är "Heart of Gold" från 1981 och "Hot Hot Hot", som han gjorde i slutet av 1980-talet som Buster Poindexter.
Johansen har också skapat sig en respektabel karriär som skådespelare och medverkat i många filmer och tv-serier. Han har bland annat spelat i filmen Car 54, Where Are You? (svenska: Galna snutar i New York) tillsammans med John C. McGinley.

## Biografi

### De tidiga åren
David Johansens far (norsk-amerikan) var försäkringsagent och hans mor en irländsk bibliotekarie. Johansen föddes den 9 januari 1950 på Staten Island i New York. Han kom från en stor katolsk medelklassfamilj med två bröder och tre systrar. Han influerades i unga år av bluesartister som Lightnin' Hopkins och Muddy Waters - senare kom Rolling Stones och MC5. Johansen började redan i gymnasiet sjunga i olika skolband. Ett av de första var Fast Eddie and the Electric Japs - namnet kom från det faktum att ed spelade på billiga japanska instrument. Det första band som spelade utanför Staten Island var The Vagabond Missionaries, sitt första besök på The Cafe Wha gjorde de med shoppingkärror som turnébuss. Johansen var endast vagt intresserad av skolgången och har själv nämnt "lunch" som sitt favoritämne. Hellre än att sitta på skolbänken, smög han i väg till Greenwich Village för att umgås med andra musikintresserade ungdomar.
I äldre ålder försökte Johansen på allvar slå sig in i teaterbranschen. Han uppträdde i några små pjäser och var efter gymnasiet medlem i den absurda teatergruppen Ridiculous Theatrical Company. Johansen gjorde även sporadiska framträdanden i pornografiska filmer. Det var under en provspelning för en film, som han träffade basisten Arthur Kane, som just hade grundat The New York Dolls och letade efter en sångare.

### The New York Dolls
The New York Dolls originaluppställning med Johanson på sång och munspel, Rick Rivets och Johnny Thunders på gitarr och Billy Murcia på trummor stod klar år 1971. Innan den första albumet släpptes, dog Murcia och Rivets hoppade av. De ersattes av Jerry Nolan och Sylvain Sylvain. The New York Dolls släppte två studioskivor innan det slets isär på grund av frustration över utebliven kommersiell framgång och droger, sprit och inre stridigheter.
Musiken baserade sig på gammal blues och svängig rock à la Rolling Stones, kryddad med rå och rak energi inspirerad av protopunkband som Iggy Pop och MC5. Liksom de två banden, fick Dolls inte sin musikaliska uppträttelse innan slutet av 1970-talet, när punken slog igenom i och med The Ramones. Men i början av decenniet var bandet stort bland unga musiker som letade after någonting nytt och rått efter att de gamla mästarna som Janis Joplin, Jimi Hendrix och Jim Morrison hade gått i graven, och heavy metal hade blivit för stort och bombastiskt. I publiken eller vid skivspelaren satt personer som David Bowie och medlemmar ur kommande band som Kiss, Hanoi Rocks, Blondie, Ramones, Dead Boys, Mötley Crüe, Guns N' Roses, The Damned, och Japan. För den breda allmänheten blev bandet känt mer för sitt rykte som vilda och knarkande festprissar och inte minst för sin utstyrsel. Glamrocken var vid tiden ännu i barnaskor och år 1971 var det nästan bara Alice Cooper som hade dragit på sig kvinnokläder och smink – och Dolls tog stilen ett steg längre.

### Solokarriären och Buster Poindexter
När Dolls slutligen splittrades 1977 efter diverse personalbyten fortsatte David Johansen med en solokarriär – en karriär som kommersiellt skulle bli den överlägset mest framgångsrika av Dolls-medlemmarnas produktion efter att gruppen splittrades. Den första soloskivan, David Johansen, var stilmässigt i samma ådra som Dolls, och blev i kommersiell flopp, men kritikerna värmde igen upp sitt förhållande till Johansens talang som låtskrivare och till hans energiska, råa och djupa röst. Den andra skivan, In Style, från 1979 var en soul- och motown-influerad affär, producerad av Mick Ronson. Den sålde redan bättre, och med nästa skiva, Here Comes The Night, förde med sig Johansens första egentliga hit som soloartist, Heart of Gold.
Liveskivorna Live It Up och The David Johansen Group Live, fick en hel del radiotid och fångade Johansens energiska scenshow, ofta flankerad av den gamla Dolls-gitarristen Sylvain Sylvain. Men den fjärde studioskivan, Sweet Revenge, fick ett lamt mottagande och kritikerna beskrev den som en medioker produkt med svaga syntar och litet ambition.
Johansen insåg att han hade kommit så långt han kunde komma med sin konventionella solomusik – och glamrockscenen hade i det skedet redan övertagits av så många andra band att det inte fanns mycket intresse för den gamla NY Dolls-frontmannen. Så Johansen klippte håret, iklädde sig färggranna kostymer och skapade den pompösa och självgoda figuren Buster Poindexter. Han spelade ut Poindexter som en rock-besserwisser, som kunde sjunga vilken sång som helst när som helst och den blev snabbt en favorit på klubbar och kabaréer i New York. Karaktären gav till och med Johansen priset som New Yorks bästa kabarésångare.
Med Poindexter uppträdde Johansen främst med en blandning av jazz och loungemusik - och under en period blev soundet distinkt calypsolikt. Det var från den perioden som låten Hot Hot Hot – den första singeln att stiga högt på listorna. Johansen beskrev den som "sin bane", en låt som han aldrig blev av med. Under hela 1980-talet var det en klassiker såväl på dansgolven som på bröllop. Buster Poindexter blev en så populär karaktär att han och hans band uppträdde som husband i fem episoder av tv-showen Saturday Night Live. Bakgrundsbandet under största delen av Buster Poindexters livstid var Banshees of Blue.

### 2000-talet: The Harry Smiths och Dolls återförening
Johansen fortsatte uppträda som Poindexter ända till slutet av 1990-talet, då han tröttnade på figuren, och sökte sig tillbaks till sina rötter, den amerikanska folkmusiken. Han samlade runt sig en grupp av musiker och började öva in gamla blues- och folksånger. Många av låtarna var tagna från musikern, målaren och excentrikern Harry Smiths skivkollektion The Anthology of American Folk Music – så det blev naturligt att kalla gruppen The Harry Smiths. The Harry Smiths gav ut två skivor och fick en del radiorotation. Men det var ändå en tid för Johansen att hålla sig i skymundan.
Det skulle förändras då det stora Dolls-fanset Morrissey fick Johansen, Sylvain och Kane att ställa upp på en återföreningskonsert år 2004 tillsammans med gitarristen Steve Conte och trumslagaren Brian Koonin. Både publiken och bandet själva var så positivt överraskade av konserten, att The New York Dolls beslöt sig för att återförenas på riktigt. Inte ens Arthur Kanes död lyckades stoppa gruppen från att spela in en ny skiva och ge sig ut på turné (nu med Sami Yaffa på bas). Sedan dess har gruppen varit i gång.
Från 1980-talet medverkadd Johansen också i många filmer och tv-serier.

## Band
- Fast Eddie and the Electric Japs
- The Vagabond Missionaries
- New York Dolls
- The Harry Smiths

## Diskografi
Album med New York Dolls
- New York Dolls (1973)
- Too Much Too Soon (1974)

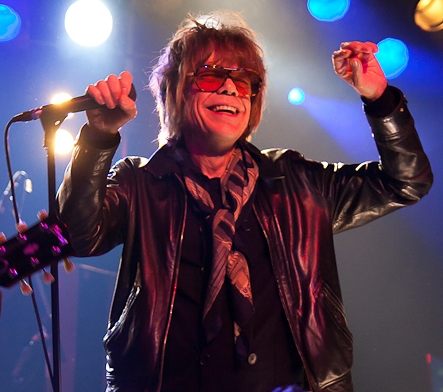
David Johansen, 2011.

- One Day It Will Please Us to Remember Even This (2006)
- Cause I Sez So (2009)
- Dancing Backward in High Heels (2011)

Soloalbum
- David Johansen (1978)
- The David Johansen Group Live (1978)
- In Style (1979)
- Live It Up (1982)
- Here Comes the Night (1982)
- Sweet Revenge (1984)

Album som Buster Poindexter
- Buster Poindexter (1987)
- Buster Goes Berserk (1989)
- Buster's Happy Hour (1994)
- Buster's Spanish Rocketship (1997)

Album med The Harry Smiths
- David Johansen and the Harry Smiths (2000)
- Shaker (2002)

## Filmografi (urval)

### Filmer
- Candy Mountain (1988)
- Gandahar (1988)
- Married to the Mob (1988)
- Scrooged (1988)
- Let It Ride (1989)
- Tales from the Darkside: The Movie (1990)
- Freejack (1992)
- Desire and Hell at Sunset Motel (1992)
- Naked in New York (1993)
- Mr. Nanny (1993)
- Car 54, Where Are You? (1994)
- Burnzy's Last Call (1995)
- Nick and Jane (1997)
- Cats Don't Dance (1997)
- The Deli (1997)
- 200 Cigarettes (1999)
- The Tic Code (1999)
- Campfire Stories (2001)
- God Is on Their Side (2002)
- Crooked Lines (2003)
- 2. Coda (2005)

### TV-framträdanden
- Miami Vice (1 avsnitt, 1985)
- The Equalizer (1 avsnitt, 1987)
- Saturday Night Live (5 avsnitt, 1986-1987)
- The Adventures of Pete & Pete (1 avsnitt)
- CBS Schoolbreak Special (1 avsnitt, 1995)
- Cupid (2 avsnitt, 1998)
- Oz (3 avsnitt, 2000)
- Deadline (1 avsnitt, 2001)
- Teen Titans (1 avsnitt, 2005)

## Övrigt
Hans cover "House of the Rising Sun" var med i trailern på playstation 3 spelet inFamous 2